# Andet Vatikanerkoncil
Det andet Vatikanerkoncil eller Vatikan II er det 21. økumeniske koncil, det fælleskirkelige kirkemøde hvor den romersk-katolske kirkes biskopper og kardinaler mødtes i Vatikanet i Rom 1962 – 1965 for at drøfte spørgsmål af interesse for hele kirken.
Topmødet samlede mere end 2540 katolske biskopper og overhoveder for de katolske ordenssamfund. Desuden deltog en række repræsentanter fra andre kirkesamfund.
Koncilets hovedanliggende var at finde nye veje for den katolske kirkes forkyndelse af det kristne evangelium i den moderne verden. Den nyvalgte pave Johannes XXIII (pave 1958 – 63) havde 25. januar 1959 indkaldt til stormødet; men det blev hans efterfølger Paul VI (pave 1963 – 78), der afsluttede koncilet.
De mange diskussioner mundede ud i fire koncilvedtagelser (såkaldte konstitutioner, dvs. bekendelsesskrifter), ni dekreter og tre erklæringer om religiøse og liturgiske emner. To af de bedst kendte konstitutioner er Lumen Gentium (Folkenes lys) fra 1964, som er koncilets dogmatiske konstitution, og Gaudium et Spes (Glæde og håb) fra 1965, som er koncilets pastorale konstitution.
Efter koncilet blev den katolske liturgi reformeret, så den mere ligner protestantisk gudstjeneste; reformen følger kun i et vist omfang de anbefalinger, koncilet formulerede i dokumentet Sacrosanctum Concilium (Det hellige koncil) fra 1963. Den krise, som det medførte, gav sig bl.a. udtryk i, at mange præster forlod præstestanden eller tilsluttede sig nye præsteselskaber, som fastholdt liturgi og troslære fra før konncilet. Det vigtigste af dem er Pius d. X's broderskab , som blev grundlagt af den franske ærkebiskop Marcel Lefebvre i 1968, og som i dag tæller godt 600 præster og fire biskopper. Broderskabet anfægter også andre af koncilets ideer som den principielle ligestilling af religioner, legitimiteten af at adskille samfund og religion (kirke og stat) og biskoppernes kollegialitet, som indebærer en reduktion af Paveembedets overhøjhed. 